# Лонг Крик (Орегон)
Лонг Крик (енгл. Long Creek) град је у америчкој савезној држави Орегон.

## Демографија
По попису из 2010. године број становника је 197, што је 31 (-13,6%) становника мање него 2000. године.
| Група             | 2000.       | 2010.       |
| Белци             | 218 (95,6%) | 177 (89,8%) |
| Афроамериканци    | 0 (0,0%)    | 0 (0,0%)    |
| Азијати           | 0 (0,0%)    | 0 (0,0%)    |
| Хиспаноамериканци | 1 (0,4%)    | 11 (5,6%)   |
| Укупно            | 228         | 197         |